# La Société Juridique de Libye
 (août 2024).
La mise en forme du texte ne suit pas les recommandations de Wikipédia : il faut le « wikifier ».
Les points d'amélioration suivants sont les cas les plus fréquents. Le détail des points à revoir est peut-être précisé sur la page de discussion.
- Les titres sont pré-formatés par le logiciel. Ils ne sont ni en capitales, ni en gras.
- Le texte ne doit pas être écrit en capitales (les noms de famille non plus), ni en gras, ni en italique, ni en « petit »…
- Le gras n'est utilisé que pour surligner le titre de l'article dans l'introduction, une seule fois.
- L'italique est rarement utilisé : mots en langue étrangère, titres d'œuvres, noms de bateaux, etc.
- Les citations ne sont pas en italique mais en corps de texte normal. Elles sont entourées par des guillemets français : « et ».
- Les listes à puces sont à éviter, des paragraphes rédigés étant largement préférés. Les tableaux sont à réserver à la présentation de données structurées (résultats, etc.).
- Les appels de note de bas de page (petits chiffres en exposant, introduits par l'outil «  Source ») sont à placer entre la fin de phrase et le point final[comme ça].
- Les liens internes (vers d'autres articles de Wikipédia) sont à choisir avec parcimonie. Créez des liens vers des articles approfondissant le sujet. Les termes génériques sans rapport avec le sujet sont à éviter, ainsi que les répétitions de liens vers un même terme.
- Les liens externes sont à placer uniquement dans une section « Liens externes », à la fin de l'article. Ces liens sont à choisir avec parcimonie suivant les règles définies. Si un lien sert de source à l'article, son insertion dans le texte est à faire par les notes de bas de page.
- La présentation des références doit suivre les conventions bibliographiques. Il est recommandé d'utiliser les modèles {{Ouvrage}}, {{Chapitre}}, {{Article}}, {{Lien web}} et/ou {{Bibliographie}}. Le mode d'édition visuel peut mettre en forme automatiquement les références.
- Insérer une infobox (cadre d'informations à droite) n'est pas obligatoire pour parachever la mise en page.

Pour une aide détaillée, merci de consulter Aide:Wikification.
Si vous pensez que ces points ont été résolus, vous pouvez retirer ce bandeau et améliorer la mise en forme d'un autre article.
La Société Juridique de Libye (anglais : The Law Society of Libya et arabe : المجمع القانوني الليبي) est une organisation de la société civile basée à Tripoli, en Libye, dédiée à la numérisation, à l'archivage et à l'indexation de documents juridiques couvrant plus de 80 ans d'histoire juridique et législative nationale, jusqu'à nos jours. Créée en 2022, cette initiative vise à faciliter l'accessibilité et la possibilité de recherche des ressources juridiques pour les professionnels et le public en ligne, contribuant aux efforts plus larges visant à améliorer le classement de la Libye au 170e rang sur 180 pays dans l'Indice de Transparence Internationale en 2023.
Grâce à sa plateforme numérique consultable, la Société Juridique de Libye a effectivement rendu plus de 300 000 documents juridiques disponibles, numérisés, classés et rendus plus accessibles. Les institutions libyennes utilisent fréquemment cette plateforme comme référence, notamment le ministère de la Justice, le ministère des Affaires étrangères, le ministère de l'Éducation, le ministère des Finances, l'autorité douanière et le Centre d'information et de documentation, relevant du Cabinet du Premier ministre.
Certains gouvernements étrangers, comme le Royaume-Uni, le Canada, l'Allemagne, la Turquie, et la Commission européenne, utilisent également la plateforme comme référence en matière de conseils aux voyageurs, de propriété intellectuelle, immigration, commerce et marchés publics.
La plateforme de la Société Juridique de Libye publie en permanence les dernières informations juridiques et archive les anciennes législations, fournissant des mises à jour périodiques en tant que source précise, impartiale et fiable des normes et pratiques juridiques en Libye.

## Histoire
En réponse aux défis juridiques et politiques complexes apparus en Libye après 2011, la Société Juridique de Libye a créé sa plateforme numérique en février 2022. Cette plateforme est devenue un outil crucial pour accéder à la justice et aux services juridiques, gravement entravé par la nature fragmentée et transitoire des structures et institutions gouvernementales libyennes.
La plateforme organise et numérise toute la législation libyenne, fournissant une ressource précieuse pour les professionnels du droit, les universitaires, les chercheurs et le grand public, au niveau local et mondial. La plateforme contient de vastes collections de lois libyennes (commerciale, civile, pénale et administrative), de décisions, de décrets, de traités et de matériel pédagogique (guides, résumés et explications de concepts juridiques complexes allant de la propriété intellectuelle aux procédures pénales).
La Société Juridique de Libye organise des ateliers et des séminaires ouverts au public et aux professionnels du droit, les rendant accessibles à toutes les parties intéressées. Cela encourage l'interaction et les discussions communes, fournit des analyses des décisions judiciaires et promeut une société plus consciente et plus engagée, en offrant des opportunités de développement professionnel.
Créée à l'origine comme une initiative non gouvernementale et à but non lucratif visant à numériser les publications juridiques, la plateforme est devenue la principale source d'informations juridiques en Libye. Il maintient une position apolitique et indépendante de l'influence gouvernementale, garantissant l'accessibilité et la transparence des informations juridiques libyennes et garantissant des publications crédibles et fiables sans opinions ni modifications.

## Cadre juridique
La Société Juridique de Libye est enregistré en tant qu'organisation non gouvernementale indépendante en Libye sous le numéro d'enregistrement 2022-322 auprès de la Commission de la société civile. Elle fonctionne conformément à la décision n° 286 de 2019 publiée par le Conseil présidentiel, concernant l'adoption du cadre réglementaire pour le fonctionnement de la Commission de la société civile.

## Impacts et contributions
Grâce à sa plateforme en ligne, la Société Juridique de Libye a mis à disposition sur Internet plus de 300 000 pages de législation libyenne. Ces vastes archives comprennent des constitutions libyennes, 497 accords et traités, 1 986 lois, 637 règlements, 6 442 décisions, 808 décrets, 256 circulaires, 31 projets de lois, 1 806 décisions de la Cour suprême (appels), 64 avis consultatifs juridiques, 266 marques et 1 981 publications du journal officiel jusqu'en juillet 2024. Cette ressource juridique complète soutient les organisations de la société civile,,,,,, les professionnels du droit, les agences de presse,,,, les universitaires,,,,,,,, et du public en facilitant l'accès et la compréhension du droit libyen. Il permet également aux historiens d'étudier les impacts sociaux et politiques de la législation.